# Brucepattersonius igniventris
Brucepattersonius igniventris és una espècie de mamífer rosegador de la família dels cricètids. Se'l coneix a partir d'uns quants espècimens detectats a la localitat d'Iporanga, Estat de São Paulo, Brasil. Tot i que es veu amenaçada per la pèrdua del seu hàbitat, està protegida pel Parc Estatal i Turístic de l'Alto Ribeira.